# Соляна формація

Соляна формація (англ. salt formation; нім. Salz-Formation f) – просторово розвинуте велике геологічне тіло (комплекс відкладень), складене світами, товщами галогенних (хемогенних) порід (ґіпси, ангідрити, солі та інш.), з якими парагенетично пов'язані несолоні породи (галопеліти, аргіліти, мергелі, карбонатні породи, алевроліти, пісковики та інш.). 
У деяких галогенних формаціях відзначаються вулканогенно-осадові і ефузивні породи, що утворюють шари, прошарки, січні дайки та інші форми прояву. До власне галогенних належать породи, які утворилися на середніх і високих стадіях засолення басейну, тобто від переважного (масового) випадання в осад сульфатів кальцію до кристалізації різних солей аж до найбільш легко розчинних хлоридів і сульфатів калію і магнію. Розвинена галогенна формація, може бути підрозділена на комплекси або парагенетичні асоціації порід, які представляють окремі формації або підпорядковані їм підформаціі: гіпсо-ангідритові, несоленосні або з незначним проявом солей, соленосні.
Галогено-калієносна формація складена пластами і пачками кам'яної і калійних солей, що перемежовуються з ґіпсами, ангідритами, вапняками, доломітами, мергелями з різко підлеглими алевролітами, аргілітами, дрібнозернистими, звичайно засоленими пісковиками. Загальна соленасиченість такої формації становить 60% і більше. 
Галітова формація представлена кам'яною сіллю, ангідритами, ангідриту-доломітами, доломітами, мергелями з прошарками червонокольорових алевролітів, аргілітів і пісковиків. Соленасиченість цієї формації в середньому становить від 30-35 до 50-55%.
Карбонатно-сульфатна формація може бути представлена вапняками, ґіпсами та ангідритами (тіраська світа Прикарпаття), доломітами, ґіпсами, ангідритами, які часто і нерівномірно чергуються з мергелями, глинами (верхньокамські світи Середньої Волги). Соленасиченість коливається в широких межах 10-60%.
Теригенно-сульфатно-карбонатна формація представлена червонокольоровими піщано-глинистими товщами з шарами ґіпсів і ангідриту. Іноді з цими відкладеннями пов'язані невеликі поклади кам'яної солі.
Чітко виділяються періоди максимальної інтенсивності галогенезу: ранній кембрій, середній, пізній девон і перм. Виникнення того чи іншого типу формацій прямо пов'язано з інтенсивністю занурення дна басейну седиментації і значною мірою визначається структурно-тектонічним фактором. Розміщення потужних галогенних формацій контролюється найбільшими негативними структурами земної кори, западинами на околицях платформ, прилеглими передовими прогинами, міжгірними западинами складчастих областей, внутрішньоконтинентальними рифтовими зонами.